# Bücker Bü 182
Bücker Bü 182 Kornett (z niem.: chorąży) – jednomiejscowy niemiecki samolot zaawansowanego szkolenia, skonstruowany dla Luftwaffe na krótko przed wybuchem II wojny światowej. Konstrukcja jednopłatowca ze skrzydłem umieszczonym na dole mogła umożliwić szkolącym się pilotom zdobycie doświadczenia w pilotowaniu ówczesnych myśliwców o podobnej konstrukcji, a w praktyce istniała szansa na przenoszenie bomb przez ten samolot.
W momencie wybuchu wojny plany produkcyjne Bü 182 nie były realizowane i powstało zaledwie około czterech modeli. Wszystkie z nich zostały zniszczone około roku 1943.